# 斗鱼 (网站)
斗鱼（NASDAQ：DOYU）是一家隶属于武汉斗鱼网络科技有限公司的以电子游戏直播为主的弹幕式视频直播分享网站。

## 历史
其前身为AcFun生放送直播，2014年正式更名为斗鱼。该网站主要以游戏视频直播为主，也包括体育、综艺、娱乐等内容。斗鱼网的站内直播视频主要来自网友和知名主播，有时也会有游戏国际赛事甚至体育赛事、综艺节目的直播内容。注册用户通过实名认证申请成为主播。站内的流通货币为“鱼丸”和“鱼翅”，鱼翅通过充值获得，充值比例为鱼翅：人民币=1：1，鱼丸通过充值鱼翅或者完成相应任务获得。
主播通过粉丝赠送赚取鱼丸超过50万后，可以与斗鱼TV签署协议将其按兑现，从而盈利。兑现比例为鱼丸:人民币=1000:1，之后还要扣除20%的个人所得税。
2016年3月15日，斗鱼网完成1亿美元的B轮融资，此次的融资由腾讯出资4亿人民币领投，天神娱乐以及斗鱼前一轮的投资方南山资本进行了跟投。
2019年7月17日在纳斯达克交易所挂牌上市。8月份在日本完成公司註冊，與三井物産共同成立新公司“Mildom”進軍日本市場。
截至2020年3月31日，腾讯持有该公司38%的股份，为其第一大股东。8月10日，斗鱼宣布收到由腾讯发出的不具约束力的初步建议书，其建议斗鱼与虎牙直播以换股的方式进行合并。10月12日，虎牙宣布將收购斗鱼，斗鱼成為虎牙子公司，同時斗鱼将从纳斯达克退市。2021年1月4日，国家市场监督管理总局决定，依据《中华人民共和国反垄断法》和《经营者集中审查暂行规定》规定，禁止虎牙与斗鱼合并。
2023年11月初，斗鱼创始人、董事会主席兼首席执行官陈少杰被媒体曝出已失联多日，而此前有不明信源消息称某直播平台负责人因开设赌场被抓，消息引发斗鱼股价波动，斗鱼公关部门回应称消息未经证实。11月21日，斗鱼发布公告称，公司CEO陈少杰于2023年11月16日左右被成都警方逮捕，公司尚未收到正式通知。11月22日，成都都江堰公安发布通告，陈少杰涉嫌开设赌场罪被捕。
2024年2月5日，斗鱼回应否认近期的将与虎牙合并的传闻。
2024年4月，此前于2024年1月宣布暂时停播的斗鱼知名主播“一条小团团OvO”被爆出因为牵涉陈少杰开设赌场一案，且其涉案金额巨大，在3月被批捕。

## 争议事件

### 拖欠工资
2015年5月24日，主播文森特发出单方面与斗鱼直播解约声明，并发文声称斗鱼存在合同欺骗、拖欠工资。其后斗鱼平台声称已向文森特支付192万元人民币(超过半年薪酬)，并称是文森特突然中断联系，拒绝与斗鱼沟通，有开价更高的直播平台拉拢他。
2015年7月，主播小智称斗鱼拖欠他鱼丸和两个月工资。
2016年1月，主播魔兽后裔在微博宣布即将离开斗鱼，称由于斗鱼拖欠工资，导致自己入不敷出，生活难以为继。
2016年6月9日晚上8点，主播小楼发表微博称斗鱼拖欠包括她在内所有主播3到6个月工资，并指责斗鱼请水军骂她。

### 观看人数虚假
2015年8月，主播小智称他的直播间观看人数存在虚假成分，并称是平台所为。
2015年9月，原WE队员微笑在斗鱼直播时，其显示的观看人数超过13亿，後鬥魚官方表示人數是人次進出房間累計，非在線人數。

### 主播集体出走
2015年9月，主播洞主、蛋糕、翠小西、浪子彦、靖哥哥、城管西、秀逗等共数十名游戏主播，因不满斗鱼集体转投龙珠直播平台。

### 客户端遭下架
2018年10月国庆假期期间，有网友透露斗鱼客户端已经在各大应用市场下架。据《南方都市报》报道，斗鱼客户端已经在苹果App Store中无法搜索到，而在Android平台的应用市场则只能搜索到“极速版”。10月4日，斗鱼在虎扑论坛回应网友就斗鱼客户端下架的提问时称“由于苹果商店问题目前暂时下线了斗鱼APP。我们正在积极协调中，请您耐心等待后续重新上线。安卓APP可以在官网扫码进行下载，给您造成的不便请您谅解。”10月12日，斗鱼发出声明称下架原因与陈一发儿直播间于8月被封禁后仍然有大量礼物打赏有关，另有分析指出，斗鱼可能因未取得《信息网络传播视听节目许可证》而遭到下架。

### 鬥魚上市受阻
2019年4月22日斗鱼准备去美国IPO，但到7月，IPO申请已消失。据报导，系二次财报表出问题不过批有关，而斗鱼平台已经连续三年亏损。7月4日斗鱼更新其在纽约交易所提交的招股书。斗鱼的年度营业收入分别为7.87亿元、18.86亿元和36.54亿元，净亏损分别为7.83亿元、6.13亿元和8.76亿元
。

### 斗鱼直播涉嫌赌博
《中国经营报》调查发现，斗鱼存在一种“幸运宝藏”抽奖活动，奖品最高可达5万个“鱼翅”（抽奖道具，相当于50000元人民币），“鱼翅”和法币可互换，或涉嫌变相开设赌场。

### 网课直播被植入广告
2020年6月，中国中央电视台报道斗鱼直播在面向未成年人为对象的“网课版块”中存在大量游戏广告的问题。事发后，斗鱼直播“教育”版块的网游广告已经被下架。

### 涉嫌色情低俗
2023年5月8日，鉴于斗鱼平台存在的色情、低俗等问题，国家互联网信息办公室指导湖北省互联网信息办公室派出工作组，进驻斗鱼平台开展为期1个月的集中整改督导。

## 诉讼

### 斗鱼TV起诉bilibili
2015年2月，斗鱼TV起诉bilibili，指责黑桐谷歌将视频投稿到bilibili，但其后斗鱼撤诉。黑桐谷歌指责斗鱼TV进行舆论攻击并与斗鱼TV解约。bilibili执行董事陈睿也指责斗鱼的无端起诉给bilibili造成严重影响。

### 耀宇公司起诉斗鱼TV
2015年2月，耀宇公司（火猫TV的持有者）将斗鱼TV起诉到法院，称斗鱼在未经授权的情况下，全程实时直播DOTA2亚洲邀请赛。2015年9月，法院一审判决斗鱼赔偿耀宇公司经济损失100万人民币，合理费用10万人民币。

### 斗鱼TV起诉10名主播
2015年9月，斗鱼在官方微博指责主播洞主、王者小弟、浪子彦、机智的蛋糕、翠小西、存希、秀逗、天然呆、靖、海王等主播撕毁合约跳槽，并称已向法院起诉他们。
2015年9月30日，有百度贴吧网友公布有关斗鱼起诉主播后法院判定的裁定书，裁定书显示文森特被冻结银行存款1500万，阿倪蛋糕店被冻结银行存款1800万，我在洞庭湖边被冻结银行存款1800万。

## Nonolive
斗魚的海外版本為nonolive，于2016年创立，以东南亚及台港澳市场为主。2018年获斗鱼注资。当前只提供直播服务。

## 关注人数最多的斗鱼直播间
下表列出截至2023年9月19日关注最多的斗鱼直播间，来源为各直播间页面，关注人数均四舍五入至万位。当前关注人数最多的主播为“一条小团团OvO”，拥有2646万粉丝；关注人数最多的品牌是《英雄联盟》，拥有超过1791万粉丝。
- 底色     代表直播间已被关闭。

| 排名 | 直播间              | 所有者     | 关注人数 （万） | 主要内容           | 国家 | 品牌帐号 |
| ---- | ------------------- | ---------- | --------------- | ------------------ | ---- | -------- |
| 1    | 一条小团团OvO       | 翟玉婷     | 2646            | 绝地求生           | 中國 | —        |
| 2    | 芜湖大司马丶        | 韩金龙     | 2385            | 英雄联盟           | 中國 | —        |
| –    | 冯提莫              | 冯亚男     | 2049            | 唱歌               | 中國 | —        |
| 3    | 即将拥有人鱼线的PDD | 刘谋       | 2013            | 英雄联盟           | 中國 | —        |
| 4    | 旭旭宝宝            | 任怡旭     | 1945            | 地下城与勇士       | 中國 | —        |
| 5    | 英雄联盟赛事        | 英雄联盟   | 1837            | 英雄联盟           | 美国 | 是       |
| 6    | 骚白                | “骚白”     | 1801            | 王者荣耀           | 中國 | —        |
| 7    | 呆妹儿小霸王        | 吉昕薇     | 1596            | 和平精英           | 中國 | —        |
| –    | White55开解说       | 卢本伟     | 1322            | 英雄联盟           | 中國 | —        |
| 8    | 智勋勋勋勋          | “智勋”     | 1265            | 英雄联盟           | 中國 | —        |
| 9    | 不2不叫周淑怡       | 周淑怡     | 1190            | 英雄联盟           | 中國 | —        |
| –    | 陈一发儿            | “陈一发儿” | 1118            | 聊天、唱歌         | 中國 | —        |
| 10   | 王者荣耀官方赛事    | 王者荣耀   | 1143            | 王者荣耀           | 中國 | 是       |
| 11   | 金咕咕金咕咕doinb   | 金泰相     | 1128            | 英雄联盟           |      | —        |
| 12   | 东北大鹌鹑          | 郭鼎       | 1112            | 英雄联盟           | 中國 | —        |
| 13   | Xleft小叮当         | 左梓轩     | 890             | 绝地求生           | 中國 | —        |
| 14   | T1直播faker         | Faker      | 810             | 英雄联盟           |      | —        |
| 15   | Big茄子             | 吴权清     | 768             | 反恐精英：全球攻势 | 中國 | —        |
| 16   | Minana呀            | “Minana呀” | 740             | 舞蹈               | 中國 | —        |
| 17   | 阿冷aleng丶         | 黄盛君     | 719             | 唱歌               | 中國 | —        |
| 18   | 洞主丨歌神洞庭湖    | 胡凯利     | 700             | 英雄联盟           | 中國 | —        |
| 19   | 陈翔六点半          | 陈翔六点半 | 667             | 搞笑短片           | 中國 | 是       |
| 20   | 孙悟空丨兰林汉      | 兰林汉     | 610             | 英雄联盟           | 中國 | —        |

## 外部連結
- 官方网站